# Passandra loebli
Passandra loebli is een keversoort uit de familie Passandridae. De wetenschappelijke naam van de soort is voor het eerst geldig gepubliceerd in 2003 door Burckhardt & Slipinski.